# Rui Alexandrino Ferreira
Rui Alexandrino Ferreira (n. Lubango, 1943), é um escritor português.
Participou na Guerra Colonial Portuguesa na Guiné Portuguesa e em Angola.

## Obra
- Rumo a Fulacunda (2000) (Crónica de guerra)